# Jawa Moto

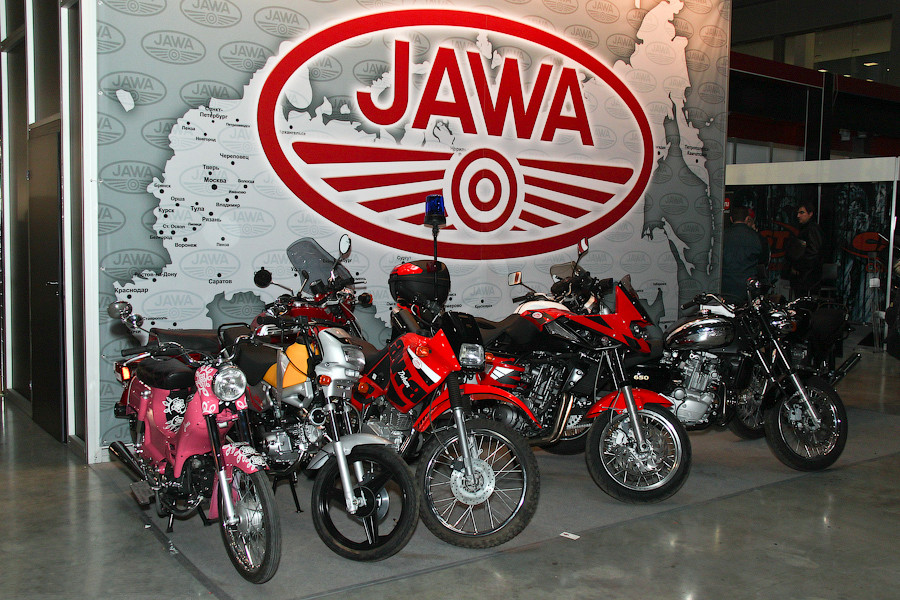
Незмінний логотип мотоциклів JAWA та моделі 2011 року

Ява (Jawa) — марка мотоциклів, виробництва фірми Jawa, Чехословаччина /Чехія, в місті Ти́нец-над-Са́завою (чеськ. Týnec nad Sázavou) сьогодні компанія JAWA Moto spol. s r.o.. Початок виробництва мотоциклів 1928 рік.
Світову популярність компанії Jawa принесли повоєнне сімейство мотоциклів з двотакними двигунами об'ємом 250 та 350 куб. см.

## Історія розвитку

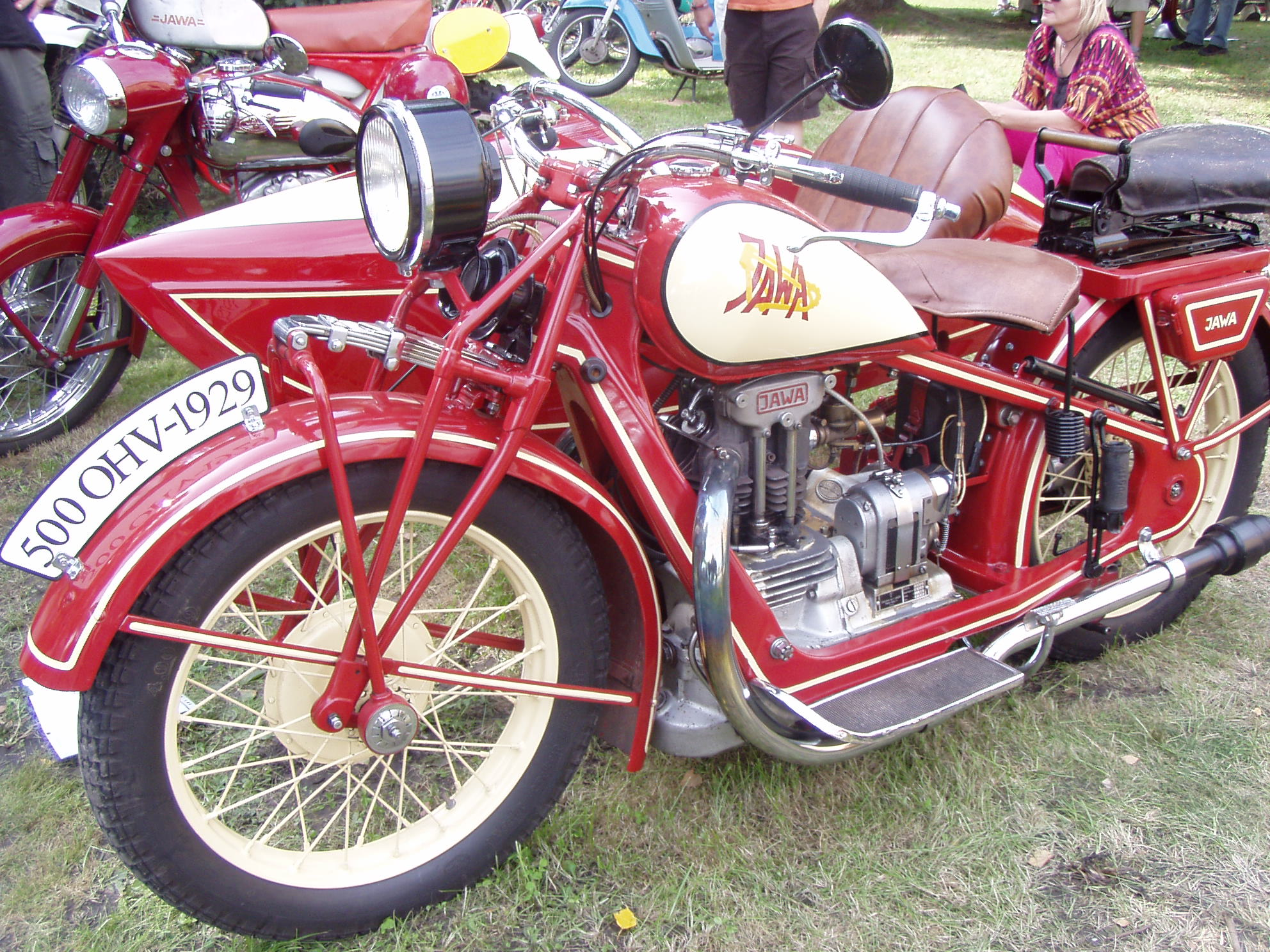
Перший мотоцикл виробництва фірми Jawa модель Jawa 500 OHV 1929 року

У 1922 році чеський механік, інженер Франтішек Янечек (1878—1941) відкрив в Празі збройовий завод «Zbrojovka Eng. Frantisek Janesek», а шість років потому вирішив його перепрофілювати та налагодити виробництво мотоциклів. Перший патент на виробництво був куплений у німецької фірми Wanderer. Базовою моделлю для виробництва став мотоцикл Wanderer 500. Назва нової марки немає нічого спільного з островом Ява, вона була утворена злиттям перших літер імен власника Франтішека Янечека (чеськ. František Janeček) і назви фірми «Вандерер» (Wanderer) — JAneček WAnderer JAWA.

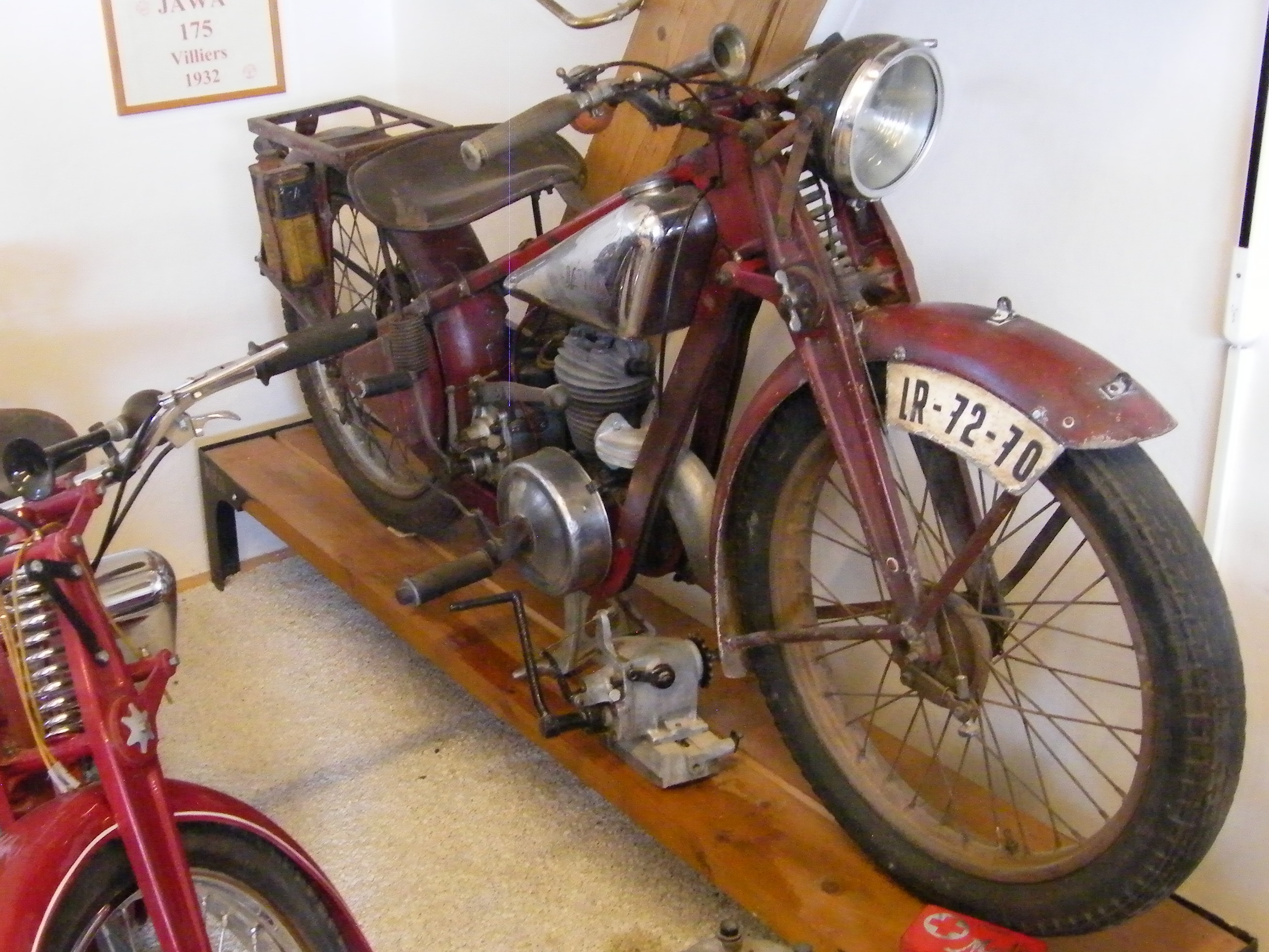
Перша популярна модель Jawa 175 Villiers 1932 рік

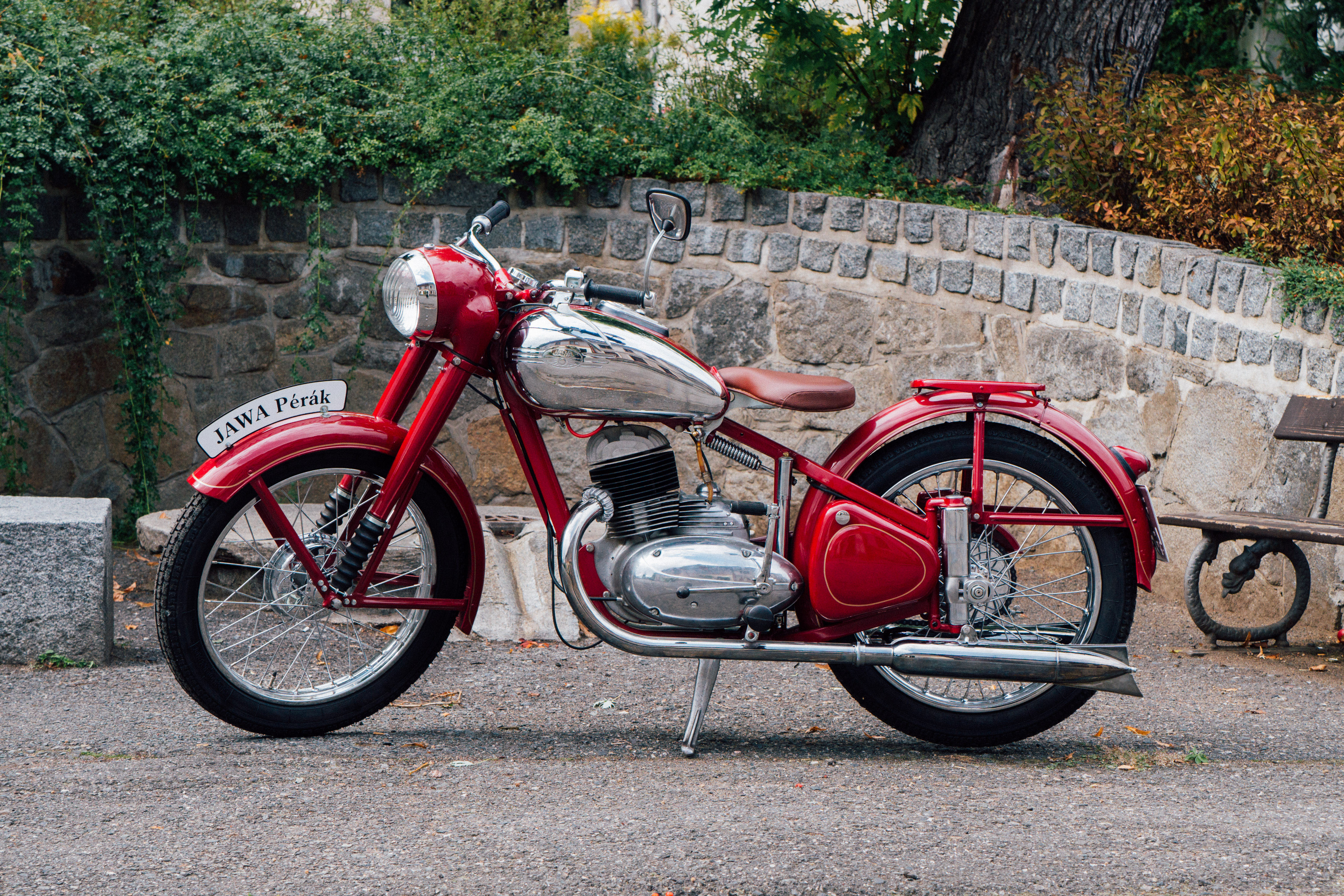
Модель Jawa Perak 250,1946 рік

Нове виробництво завод почав в 1928 році, а в 1929 з конвеєра вперше зійшов мотоцикл Jawa-500 OHV, та була зареєстрована торгова марка Jawa.
Мотоцикл мав чотиритактний двигун об'ємом циліндрів 500 куб. см., мав досить складну конструкцію, був дорогим у виробництві та не користувався попитом. Але вже в цьому мотоциклі проявився власний стиль Jawa: фарбування в червоний колір з жовтими ліновками.
Успіх до марки прийшов з освоєнням в 1931 році легкого мотоцикла з двотактним двигуном з об'ємом 175 куб. см. Jawa-175 Villiers. Виробництво велось на новому заводі в місті Тинец-над-Сазавою.
Ця легка (70 кг) машина, оснащена англійським ліцензійним двигуном Villiers, була здатна розвивати швидкість до 80 км / год, витрата палива складала 3,5 літра на 100 км. Перший рік виробництва став успішним, було продано більше 3000 мотоциклів Jawa 175, це майже в три рази перевищило продажі моделі Jawa 500 протягом трьох років.
У 1934 році було освоєно виробництво Jawa-350 SV (двотактний двигун 350 см³), в 1935 р. чотиритактну модель з об'ємом двигуна 350 см³ Jawa-350 OHV, потім двотактну Jawa-250 Special з об'ємом двигуна 250 см³.
У 1937 р почався випуск мотовелосипеда Jawa -Robot. В цей період підприємство також виробляло легкові автомобілі по ліцензії DKW.
Після окупації Чехословаччини в 1938 році завод перейшов під контроль німецької влади і почав виробництво та ремонт військової техніки. Однак, розробка нових моделей мотоциклів продовжувалась. В 1941 році помер інженер Франтішек Янечек, його послідовники продовжили справу засновника компанії. Наприкінці 1944 року, таємно від окупаційної влади, підприємством були підготовлені до виробництва нові моделі мотоцикла з двотактними двигунами об'ємом 250 та 350 куб.см. і задньою підвіскою свічкового типу базовані на конструкції DKW 125.
Після війни завод «Zbrojovka Eng. Frantisek Janesek» було націоналізовано і вже в травні 1945 році відновлено виробництво мотоциклів. У 1946 р нова модель Jawa Perak 250 на Паризькому автосалоні викликала сенсацію та отримала золоту медаль. За м'якість ходу мотоцикл отримав назву «Pérák» (пружний). Ще кілька років поспіль Jawa Perak 250 був першою в світі моделлю мотоцикла повоєнної розробки.

## Основні повоєнні моделі

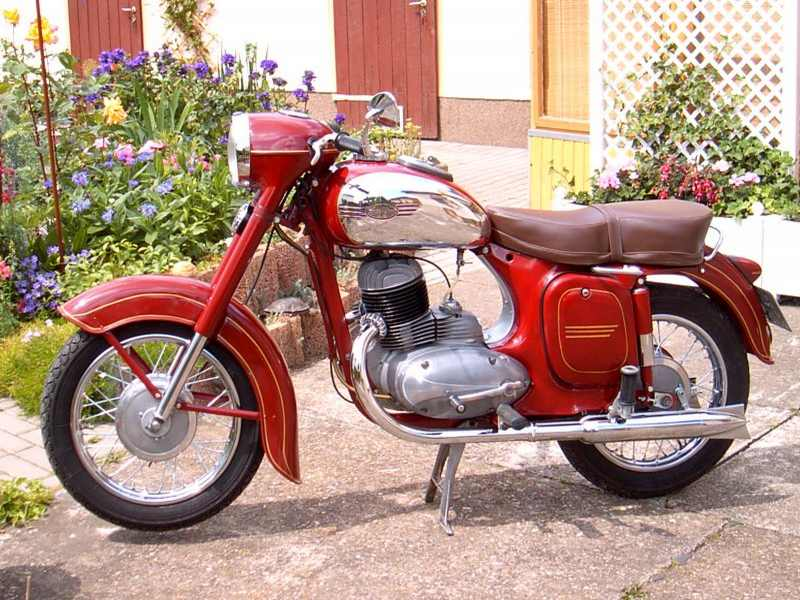
Одноциліндровий мотоцикл Jawa 250 тип 353, «Kývačka». Модель вироблялась спільно з підприємством ČZ «Чезет» (1954—1959)

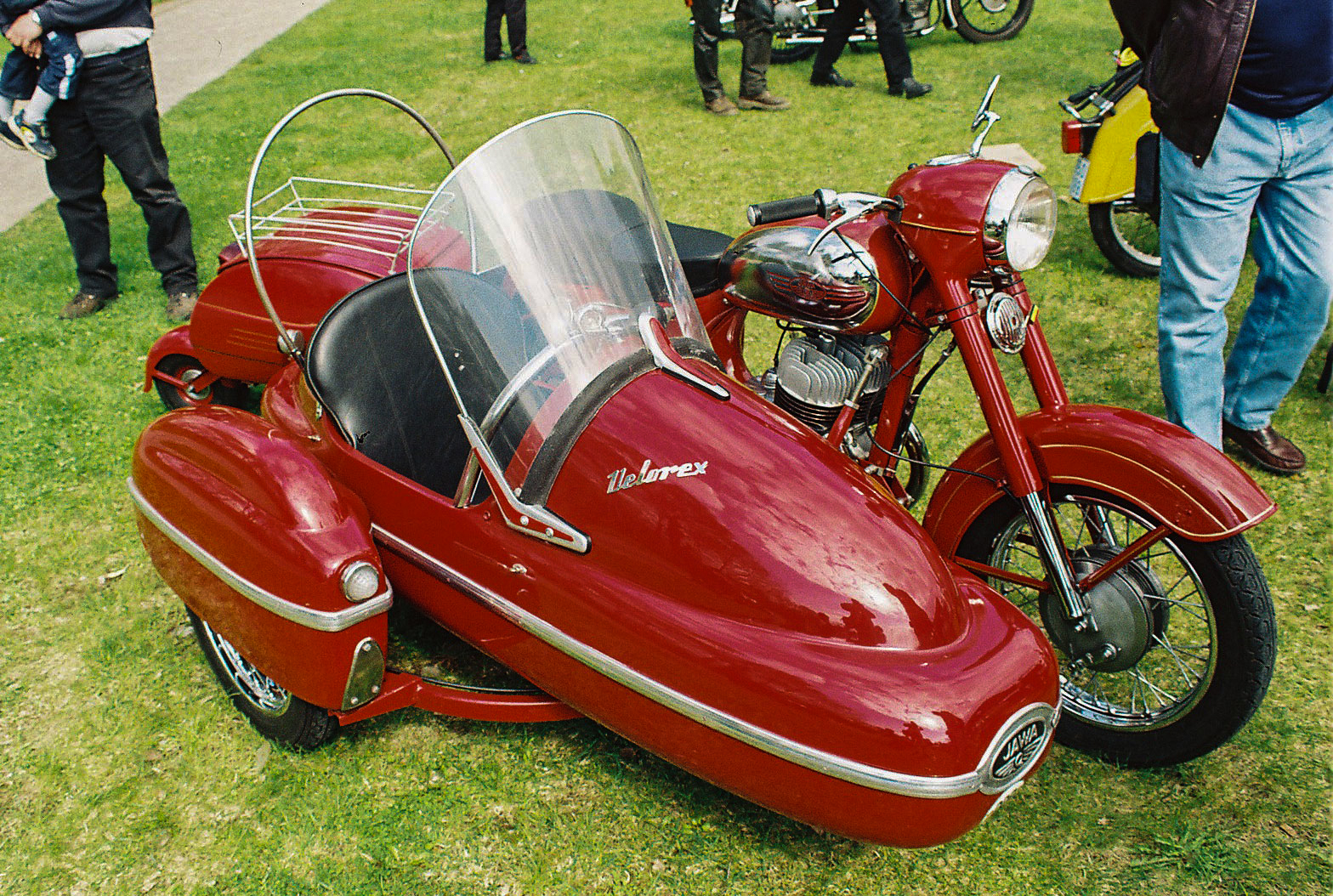
Мотоцикл Jawa 350—354/06 з боковим причепом Velorex

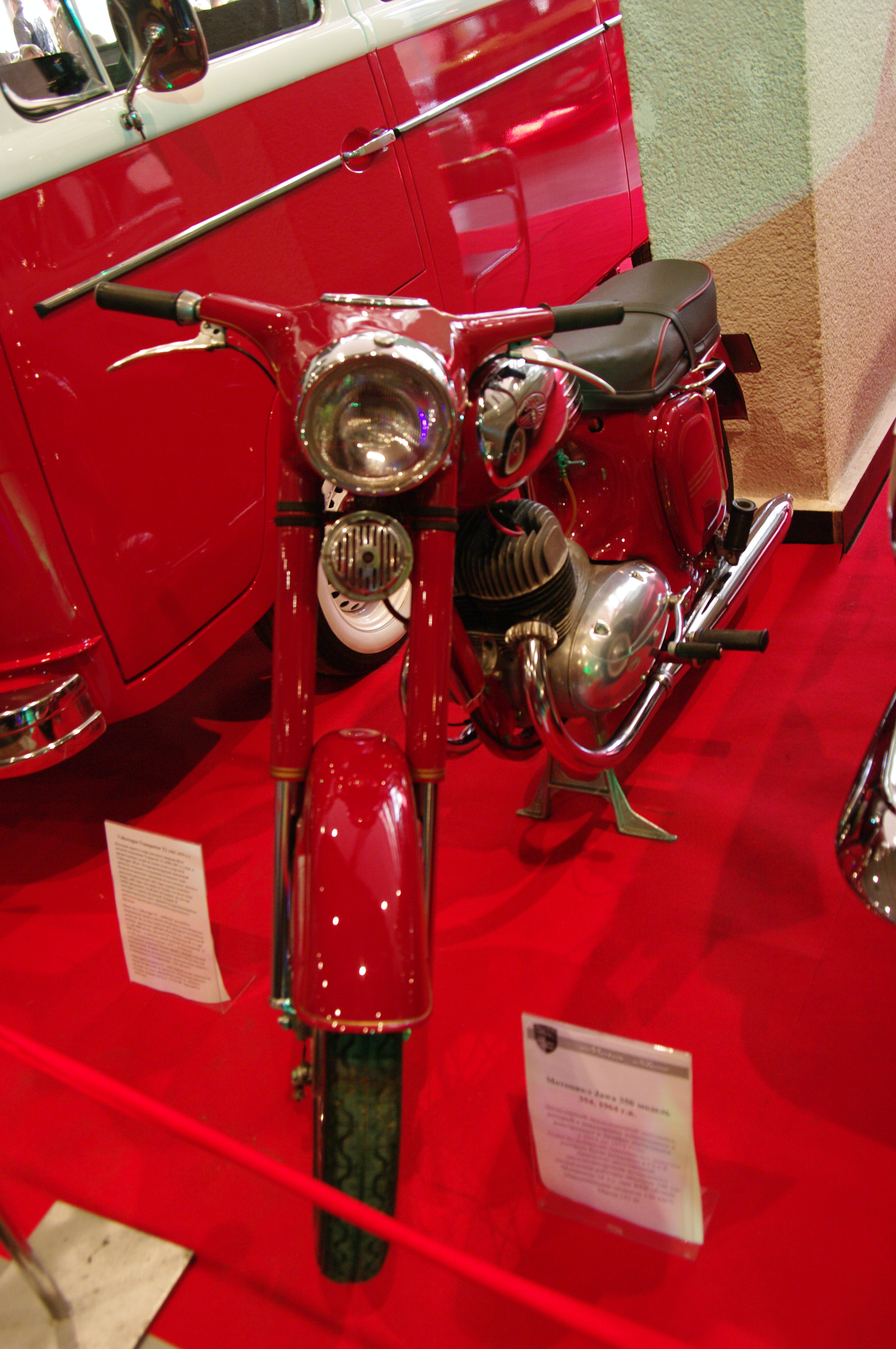
Двоциліндровий мотоцикл Jawa 354/06, початок виробництва 1962 рік

##### JAWA 500 OHC
В 1950 році було розпочато виробництво мотоцикла Jawa 500 OHC з двоциліндровим чотирьохтактним двигуном об'ємом 500 куб. см.
Модель розроблена на базі Jawa Perak 250, мала вагу 156 кг, сягала максимальної швидкості в 135 км / год, витрата бензину 4 літри / 100 км. У 1953 році почали випускатися тип 15/02 з удосконаленим двигуном. Потужність збільшилася до 28 к.с., максимальна швидкість 147 км / год. З 1956 року на мотоцикл встановлювали зручне подвійне сідло. Остання Jawa 500 OHC зійшла з конвеєра в 1958 році і тим самим закінчилося серійне виробництво чотиритактних двигунів Jawa.

##### JAWA 250/350 (мод. 353/354) «Jawa kývačka»
В 1955 р. підприємство Jawa починає випуск кардинально нових мотоциклів Jawa 250 мод. 353 / 03 (одноциліндровий) та Jawa 350 мод. 354/03 (двоциліндровий). Моделі вироблялись спільно з підприємством ČZ «Чезет» під маркою Jawa-ČZ (1954—1959).
В конструкції нових моделей було застосовано задню вилку маятникової конструкції, яка значно збільшила хід підвіски заднього колеса, та отримали назву «kývačka» (від чеського «kývadlo» — маятник). Внаслідок цього мотоцикли стали значно м'якіші на ходу, ходова частина у обох моделей була однакова. Важливим результатом модернізації стали нові гальма з гальмівними колодками на ширину барабану.
Ланцюг приводу колеса повністю закривався кожухом, а замість коліс 19 «встановлено менші розміром 16». Передня вилка оснащувалися гідравлічним амортизаторами. Корпус фари мав характерну форму, яка утворювала елегантну єдину частину з передньою вилкою. Мотоцикл мав краплеподібний бак з хромованими щоковинами, ромбоподібні динамічної форми бічні скриньки, суцільне сідло гітароподібної форми. Це суттєво поліпшило зовнішній вигляд мотоциклів надало їм індивідуальних рис. Jawa «Кývačka» фарбували в традиційний темно-червоний («вишневий») колір, та прикрашали ліновками намальованими вручну бронзовою фарбою.
Також було підвищено потужність двигуна: 12 к. с. у моделі 250 (одноциліндровий), та 16 к.с. моделі Jawa-350 (двоциліндровий). Була введена оригінальна одноважільна система перемикання передач і пуску двигуна, вдосконалена конструкція генератора струму. На пізніших моделях коробка передач була обладнана автоматичним вимиканням зчеплення (від ножного важеля) під час перемикання передачі.
Мотоцикли мали вагу 135/145 кг, максимальна швидкість 110/115 км / год.
Двоциліндрова модель Jawa-350 була розрахована на експлуатацію з боковим причепом. Мотоцикли Jawa 250/350 (мод 353/354) почали експортувати до СРСР з 1955 року.

##### JAWA 250/350 (мод. 559/02 і 354/06)
Саме ці класичні моделі стали культовими в СРСР, і по сьогодні є об'єктом ностальгії та уваги колекціонерів мототехніки. Мотоцикли JAWA 250/350 з початку 1960-х років в значній кількості експортувались до СРСР. Постійна проблема з придбанням запчастин, деякою мірою вирішувалася за допомогою замовлень через «Посилторг».
У жовтні 1962 року підприємство «ЯВА» випускає дві нові моделі класів 250 і 350 куб.см.: моделі 559/02 (одноциліндровий) і 354/06 (двоциліндровий).
Ходова частина нової моделі однакова з мотоциклом ЯВА 350 мод. 354/06, але поліпшений зовнішній вигляд, та функціональні якості. Головна зміна зовнішнього вигляду мотоциклів даних моделей відбулося за рахунок того, що форма верхньої половини корпусу фари переходить в кожухи керма до рукояток, утворюючи з ними єдину елегантну форму. Було змінено і форму спідометра, він став овальним замість круглого, як у попередніх моделей. Одночасно був введений замок запалювання нового типу, комбінований з вимикачем світла. Ліхтар на задньому щитку виконаний з просвітленого червоного полістиролу. У ньому розміщено лампочки сигналу гальмування і габаритного світла.
Було встановлено сідло нової форми, яке знімалося тільки після відмикання замка в передній частині. Під сідлом містились пружинні засувки замикання бічних ящиків, які зовні відкрити було неможливо.
Потужність двоциліндрового двигуна у мотоцикла JAWA 350—354/06 збільшили з 16 к.с. до 18 к.с. завдяки зміні каналів в системі газообміну, проте зовнішній вигляд двигуна залишився таким самим.
У двигуні мотоцикла JAWA 250—559/02 було введено деякі принципові зміни. Потужність підвищили з 12 к.с. до 14 к.с., причому застосували циліндр нової конструкції із видозміненими продувочними каналами. Карбюратор обладнали збагачувачем суміші для кращого пуску двигуна.
Орієнтовно з 1968 року виробництво одноциліндрових моделей з двигуном об'ємом 250 куб.см. було остаточно припинено.
На спільному підприємстві «Ява-Індія» під маркою «Yezdi» з 1960 року випускалися моделі Jawa 250, а з 1983 року Jawa 350.

##### JAWA 350 (модель 634)

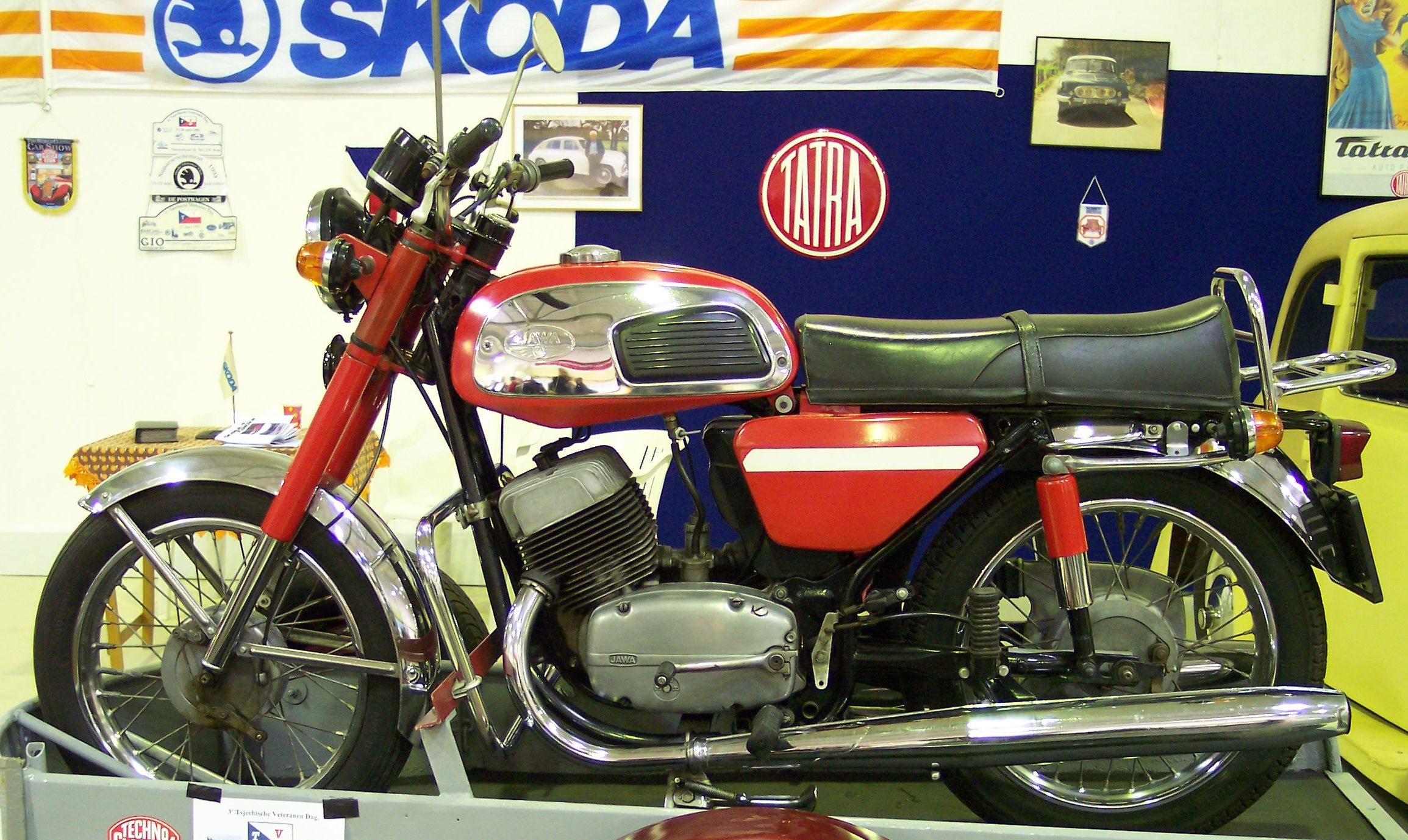
Віхова модель Jawa 350/634, 1973 рік

У 1973 р фахівці підприємства розробили нову віхову модель мотоцикла — тип 634, який випускався лише з двоциліндровим двигуном об'ємом 350 куб. см. Після модернізації в 1984 році модель отримала індекс 638, та з деякими змінами вироблялась до початку 1990 років.
Повністю змінено зовнішній вигляд мотоцикла. До 1982 року вироблялись моделі 634 з різними індексами : 634-01, 634-4-3, 634-4-5, 634-6-8, 634-4-5, 634-6, 634-7.
Існуюча досі конструкція двигуна мотоциклів «ЯВА» була настільки вдала, що і в мотоциклі нової моделі 634 вона збереглася. Два циліндра, розташованих в ряд поперек осі мотоцикла, нахилені вперед на 25 град., конструкція кривошипно-шатунного механізму, коробки передач і моторної передачі в загальному картері двигуна залишились таким, як в попередніх моделях.
Однак для підвищення надійності роботи і збільшення терміну їх служби було внесено зміни. У верхній головці шатуна замість бронзової втулки застосували голчасту вальницю. У нижній головці шатуна встановлено вальницю INA з сепаратором, зафіксовану в осьовому напрямку сталевими загартованими шайбами. Застосовано подвійний втулковий ланцюг в моторній передачі (замість колишнього простого).

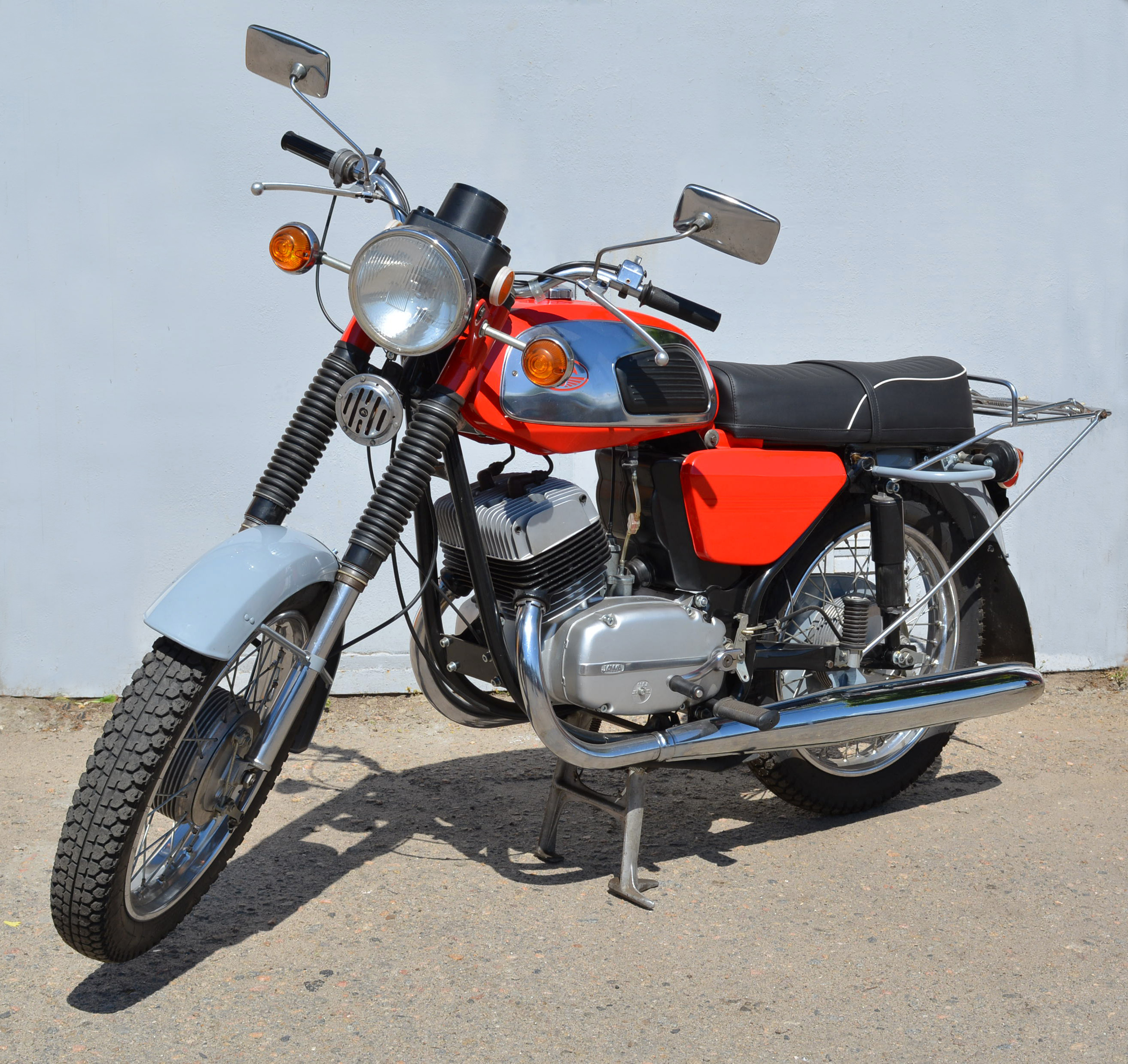
Мотоцикл Jawa 350 модель 634-8, 1978 рік

Найбільш характерна ознака мотоцикла нової моделі 634-4 стала абсолютно нова рама. Вона стала здвоєна закритого типу, зварена із сталевих труб круглого перетину. На рамі передбачено отвори для кріплення бокового причепа JAWA 560/3. Змінена форма баку, бокових скриньок, сідла, фари. 

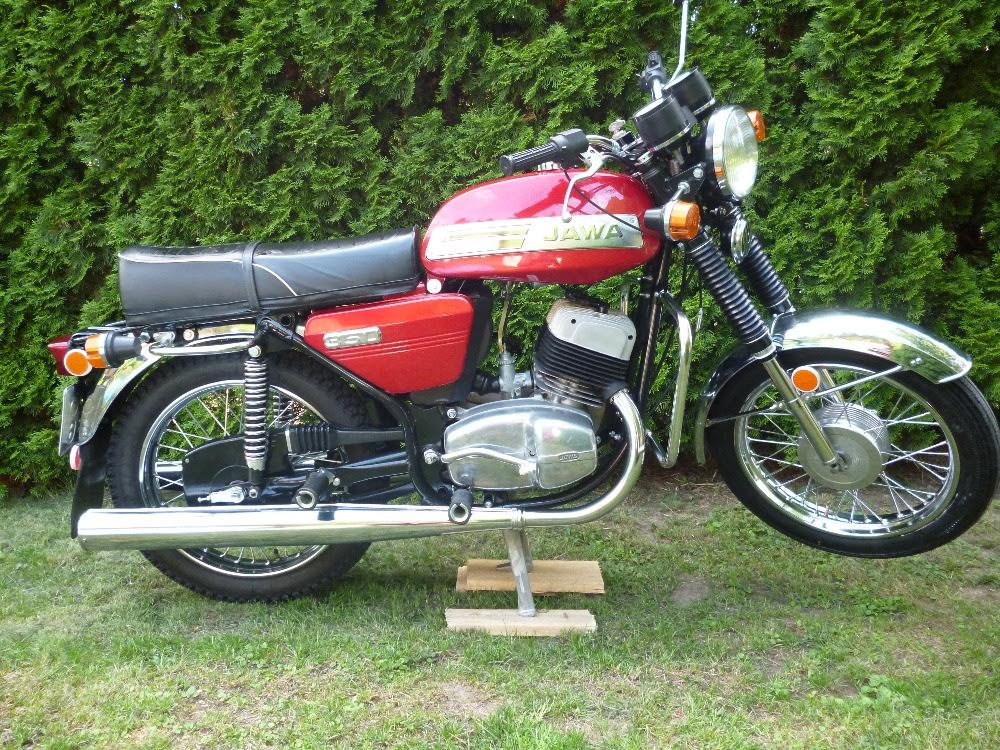
Jawa 350 /634-7-02, 1981 р.

З'єднання задньої маятникової вилки з рамою не потребувало змащення, так як в ньому застосовано металопластикові втулки з гумовими пильниками. Вилка виготовлена з труби діаметром 32 мм, колеса розміром 16".
Мотоцикл JAWA 634-4 мав вагу 155 кг, потужність 24 к.с., максимальна швидкість 128 км / год.
Двигун останньої моделі 634-6 було оснащено роздільною системою змащення з окремими насосом «Ойлмастер».

##### JAWA 638-5-00
Дана модель вироблялась з 1984 року, це перехідна модель між JAWA 634 і новим мотоциклом JAWA 638-0-00.
Основні зміни: новий двигун, електрообладнання напругою 12 Вольт, нова передня вилка, інша форма деталей двигуна, змінені задній ліхтар і оформлення бензобака разом з панелями підсідельного відсіку. З важливих, але непомітних на перший погляд деталей, застосовано еластичне кріплення паливного бака, подовжено передню частину глушника, що сприяло збільшенню потужності.
Циліндри двигуна виготовлені не з чавуну, а з алюмінієвого сплаву та запресованою чавунної гільзою. Потужність двигуна зросла до 24 к.с. при 5500 об/хв.
Для експлуатації з боковим причепом мотоцикл комплектується зірочкою передачі з більшим передавальним числом, а також амортизатором, що гасить кутові коливання передньої вилки.

##### JAWA 638-0
Модель 638-0 розроблена на базі типу 638-5, початок виробництва 1987 рік, мотоцикл став останньою моделлю виробленою в ЧССР.
Значно змінений зовнішній вигляд мотоцикла. Встановлено нові бак, сідло і кожухи, завдяки чому мотоцикл отримав привабливіший вигляд. Паливний бак став більш кутастої форми. Напис, раніше дуже скромний, збільшено та майже діагонально розміщеною на баку, він вже з далеку звертає увагу на марку мотоцикла. По обидва боки розміщуються гумові опори колін, сідло з заду оснащено виступом-спойлером. Збільшено крутний момент двигуна, макс. швидкість 130 км / год.
Загальна кількість мотоциклів JAWA вироблених в 1980-х роках перевищила 3000000 шт, вони експортувались в 120 країн світу.

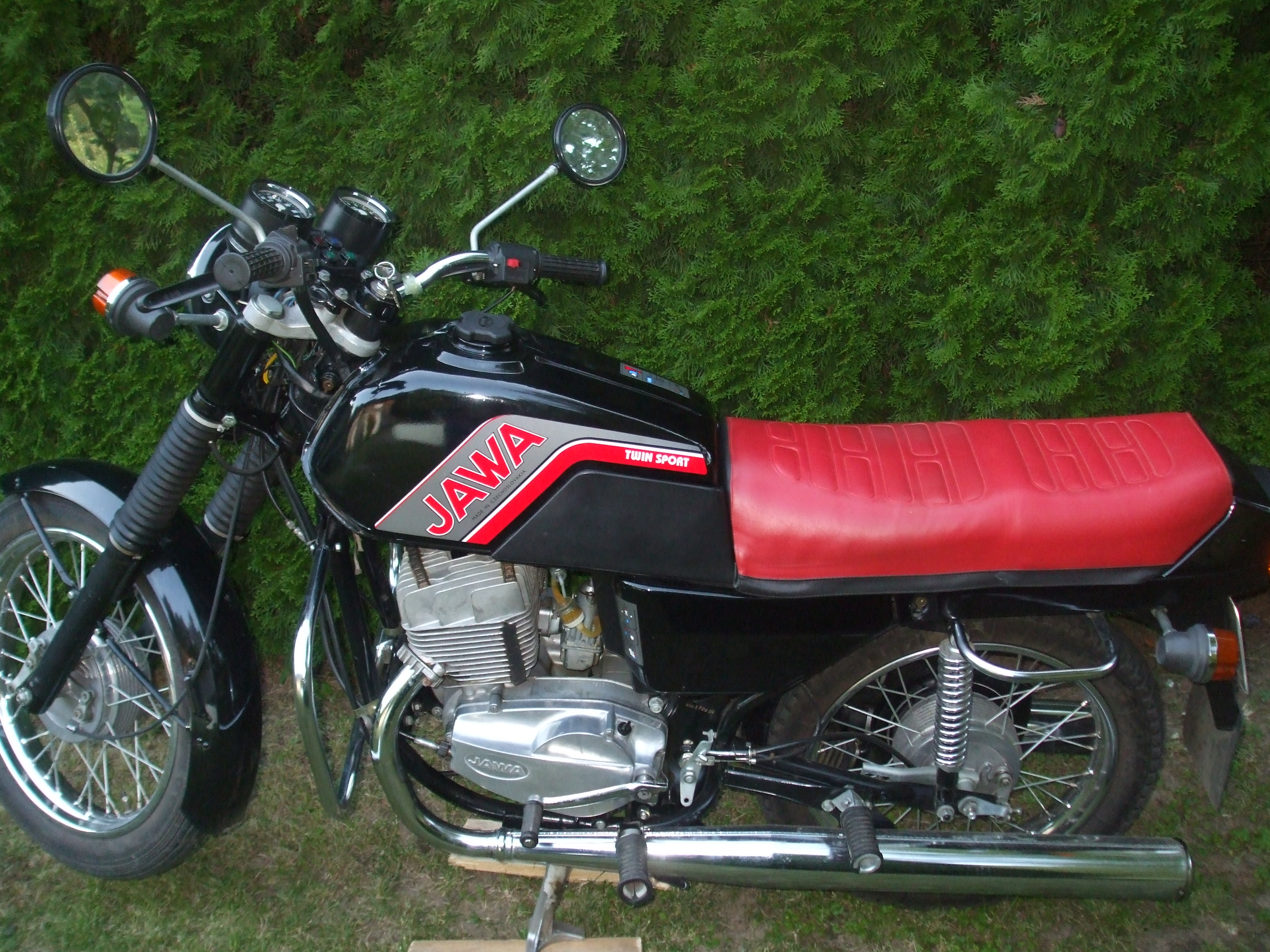
Jawa 350 638-00, 1986 рік. Остання модель виробництва ЧССР

##### Мотоспорт
Франтішек Янечек сам захоплювався змаганнями, прекрасно розумів всю користь розвитку мотоспорту та всіляко заохочував участь мотоциклів «ЯВА» в різноманітних змаганнях. Заводська команда в ті роки брала участь у всіх проведених на території Чехословаччини зустрічах, а також за кордоном. Уже в 1932 році мотоцикл чеської марки брав участь і в престижному змаганні Tourist Trophy.
Підприємство Ява виробляла спортивні мотоцикли, зокрема для мотокросу і шестиденних змагань Ендуро. Особливо значні успіхи були досягнуті в спідвеї. У 1960-70-х роках мотоцикли Ява з чотиритактними двигунами були одними з найкращих у світі мотоциклів для спідвею. На них виступали багаторазові чемпіони світу зі спідвею та багато інших спортсменів.

##### Мопеди
Завод Jawa виробляв також багато моделей мопедів, таких як «Jawa Stadion S11», «Jawa 50 Pioner», «JAWETTA 551», «Jawa Babetta».

## Сучасне виробництво
Після розпаду соціалістичного табору виробництво заводу Ява різко скоротилося, проте підприємству вдалося зберегти виробництво мотоциклів оригінальної конструкції з маркою JAWA.
Станом на 2017 рік компанія JAWA Moto spol. s r.o. в місті Ти́нец-над-Са́завою виробляє мотоцикли класів 350 та 660 з потужними двигунами Minarelli, Rotax і Honda.
Також виробляються моделі класу 350 в стилі 1980-х років JAWA 350/634 Retro.
Засноване в 2016 році індійське підприємство Classic Legends Pvt. Ltd.  придбало ліцензію на бренд Jawa і  почало виробництво сучасних мотоциклів стилізованих під класичні моделі  «Jawa kývačka» 353/354 та Perak. Восени 2018 року в Мумбаї відбулася презентація цих абсолютно нових мотоциклів: «Jawa», «Jawa Forty Two» та «Perak».

## Моделі
- Jawa 500 Rumpál (1929)
- Jawa 175 Villiers (1932)
- Jawa 350 SV (1934)
- Jawa 350 OHV SPECIÁL (1935)
- Jawa 250 (Zweitakter) (1935)
- Jawa-Robot 100 (1937)
- Jawa 250 Duplex Blok (1939)
- Jawa 250 Pérák typ 10, 11 (1946)
- Jawa 350 (Ogar) typ 12 (1948)
- Jawa 500 OHC typ 15 (1952)
- Jawa 250 Sport (1954)
- Jawa-CZ 150 typ 352 (mezityp) (1954)
- Jawa 250 Kývačka typ 353 (1954)
- Jawa 350 typ 354 (1954)
- Jawa 50 Pionýr (1955)
- Jawa-CZ 125 typ 351 (mezityp) (1956)
- Jawa 175 typ 356 (1956)
- Jawa 250 typ 559 (1957)
- Jawa 50 typ 05/Jawa 05
- Jawa 50 typ 220.100
- Jawa 50 typ 223.200
- Jawa 50 typ 550
- Jawa 50 typ 551 Jawetta Standard (1959)
- Jawa 50 typ 555 Pionýr (1958)
- Jawa 50 typ 20
- Jawa 50 typ 21
- Jawa 250 Kývačka typ 559/03 Automatic (1963)
- Jawa 350 Kývačka Automatic typ 360/01 (1965)
- Jawa 350 Road King typ 361 (1965)
- Jawa 250 typ 590 (1965)
- Jawa 250 typ 559/05 Automatic (1966—1968)
- Jawa 350 Californian IV typ 362, 363 (1969)
- Jawa 23 (genannt JAWA Mustang, 50 cm³)
- Jawa 25
- Jawa 350 UŘ typ 633/1 Bizon (1970)
- Jawa 350 typ 634, 634.5 (1973—1982)
- Jawa 350 typ 639 (1990)
- Jawa 350 typ 640 (1991)
- Jawa 125 Dandy (1998)
- Jawa 50 Dandy typ Minarelli (1999)
- Jawa 125 Dakar (2003)
- Jawa 650 typ 836 (2004)
- Jawa 650 Classic (2004)
- Jawa 650 Style (2005)
- Jawa 650 Dakar (2006)
- Jawa 250 Travel (2007)